# David Valls i Biosca
David Valls i Biosca (Igualada, 23 de març) és un dissenyador de moda català, pioner en els dissenys de punt.

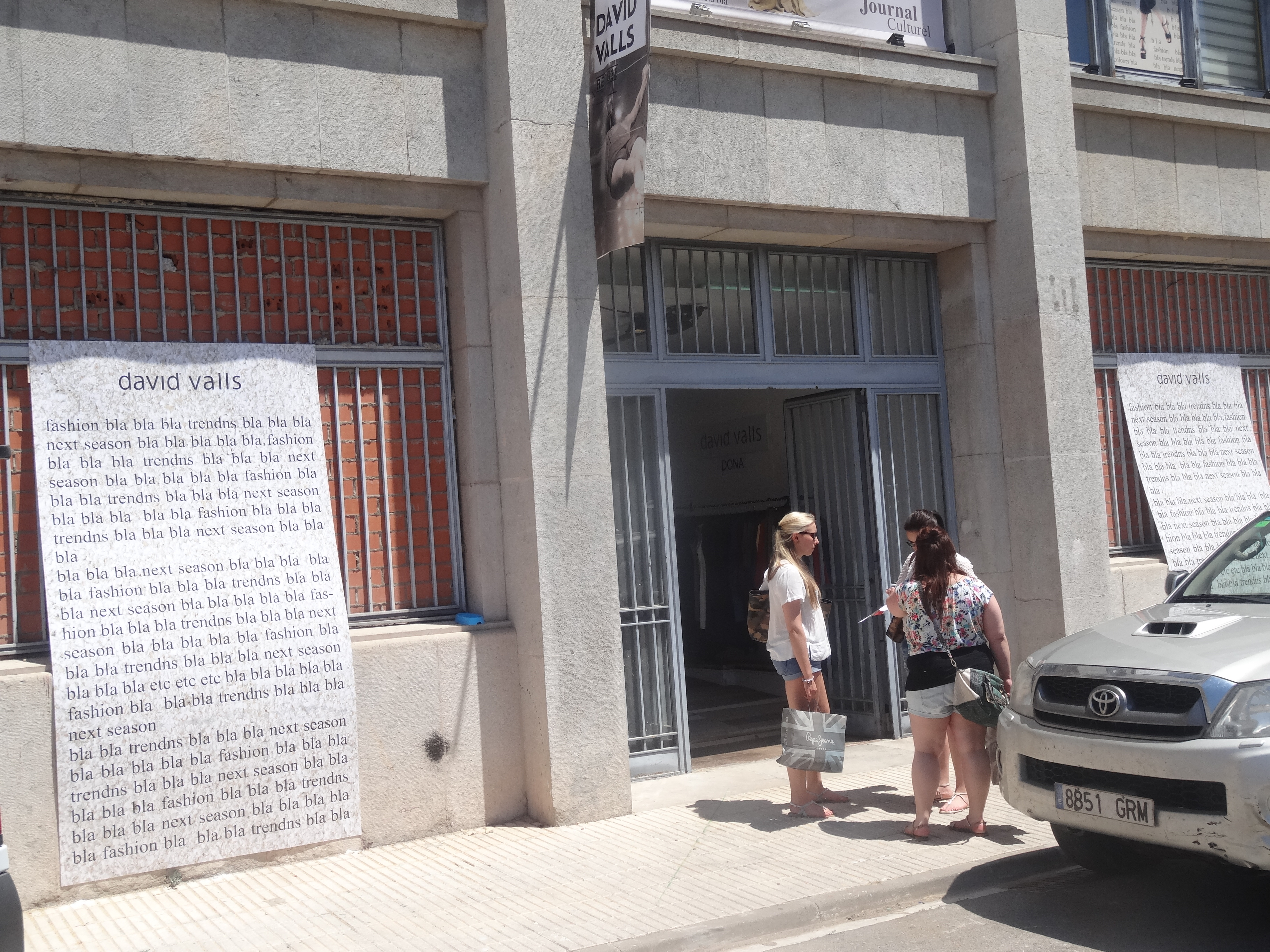
Botiga de David Valls, al RecStores de juny de 2015.

David Valls és el quart dels sis fills de Manuel Valls, fundador de Indústries Valls, empresa matriu de la marca Punto Blanco, fundada el 1948 a Igualada. Va estudiar administració d'empreses a ESADE i als 22 anys va començar a gestionar una filial de Punto Blanco.
Als 28 anys, David Valls va deixar l'empresa familiar per iniciar la seva pròpia firma en solitari. Va arribar a tenir clients a França, Bèlgica, Itàlia, la Xina, els Estats Units i Alemanya.
L'any 1996 va presentar a París peces realitzades amb tactel, un teixit intel·ligent. L'any 2007, després de 25 anys de trajectòria en el món de la moda i més de cent col·leccions, David Valls es va retirar i començà un període sabàtic.
L'any 2009 va fer renéixer la marca, i tornà a comercialitzar els seus dissenys, aquesta vegada acompanyat de la seva filla Íngrid (Igualada, 1980), tot obrint una primera botiga a Girona amb aires renovats però fidel a una estètica simple i natural. La firma manté la seu a Igualada i subcontracta la producció a tallers catalans. David Valls lidera l'equip de disseny de firma juntament amb la seva filla, que es va introduir a l'empresa el 2004 gestionant les exportacions als Estats Units.